# Copa Arena México
El Torneo Copa de la Arena México fue un torneo anual de lucha libre profesional celebrado por el Consejo Mundial de Lucha Libre (CMLL). El torneo consiste en luchas de tríos, en el cual particián distintos equipos en un clásico formato de eliminación.

## Fechas y lugares de la Copa Arena México
| Evento                   | Fecha                   | Ciudad                   | Lugar        |
| ------------------------ | ----------------------- | ------------------------ | ------------ |
| Copa Arena México (1999) | 10 de diciembre de 1999 | México, Distrito Federal | Arena México |
| Copa Arena México (2001) | 28 de diciembre de 2001 | México, Distrito Federal | Arena México |
| Copa Arena México (2003) | 5 de julio de 2003      | México, Distrito Federal | Arena México |